# Білоцерківське УВП УТОС
Білоцерківське УВП УТОС — це навчально-виробниче підприємство Українського товариства сліпих УТОС, що розташоване в місті Біла Церква, Україна. Метою створення підприємства було працевлаштування людей з порушенням зору або повною його відсутністю, створення адаптованих  робочих місць і особливих побутових умов та соціальний захист. Спеціалізація - випуск низьковольтної електротехнічної продукції.

## Історія
Білоцерківське навчально-виробниче підприємство українського товариства сліпих УТОС було створено в червні 1933 року в місті Біла Церква, Україна. Під час утворення підприємства на ньому почало трудову діяльність 13 осіб. Підприємство починало з випуску синьки, чорнила, мотузок. З початком Великої Вітчизняної війни підприємство припинило свою діяльність  - німецьких окупантів не цікавили проблеми сліпих людей. Під час війни приміщення підприємства були зруйновані, обладнання розграбовано, тому в повоєнний час довелося починати все спочатку. Після 1943 року, підприємство відновило свою діяльність, чисельність працюючих значно зросла, за рахунок приходу фронтовиків, які втратили зір. Після Великої Вітчизняної війни підприємство почало стрімко розвиватися як у виробничій сфері, так і в соціальній. З 1949 по 1966 були побудовані нові корпуси цехів, гуртожиток, підприємство освоїло нові види продукції, товари народного споживання, поліпшувалися умови праці інвалідів. З 1966 по 1974 рік підприємство купує нове устаткування і починає випуск низьковольтної електротехнічної продукції, також будуються нові корпуси, ремонтний та інструментальний цехи, бібліотека, клуб. З 1975 по 1994 підприємство також поступово розширюється, будується новий адмінкорпус, виділяється додаткова територія, де будуються цеху з лиття пластмас, кольорового лиття, металлоштамповки і металовиробів, та інші служби.

## Соціальне життя підприємства та організація праці інвалідів по зору
У всі часи діяльності підприємства поряд з розвитком виробничої бази забезпечується функціонування соціальної інфраструктури, що дозволяє здійснювати всі заходи трудової, медичної та соціальної реабілітації інвалідів для забезпечення всіх різнобічних потреб працюючих. У 2013 році на Білоцерківському УВП УТОС трудиться понад 400 інвалідів по зору, а також інваліди з іншими захворюваннями (загальна чисельність працюючих понад 800 чоловік). Навчально-виробниче підприємство забезпечує працевлаштування і соціальний захист інвалідам 12 районів Київської області, Україна, а також має філію в місті Умань, Україна.Також створено надомну ділянку, що дозволяє жителям найближчих населених пунктів працювати на заводі не виходячи з дому,що дуже важливо для повністю сліпих працівників, або осіб з обмеженим пересуванням. У підприємства є повна інфраструктура для соціальної адаптації та життя сліпих людей: свій навчальний центр, медичне відділення, 2 гуртожитки, об'єкти побутового обслуговування, бібліотека, комп'ютерний тифлотехнічний клас, аудіотека із записами аудіокниг, гуртки художньої самодіяльності та спортивні секції, спортзал, їдальня, база відпочинку площею 3,5 га. Здоровпункт підприємства функціонує як мініполіклініка з набором усіх необхідних медичних послуг для надання першої медичної допомоги та профілактики захворювань, при необхідності працюючі забезпечуються санаторними путівками.

## Виробництво
Підприємство має ряд пільг від держави, що дозволяє йому підтримувати високий рівень соціальних гарантій і містити інфраструктуру. Технічний відділ, лабораторія створюють такий ланцюжок технологічних процесів, щоб максимально задіяти незрячих людей, при цьому щоб результат праці був максимально якісний, на різних етапах виробництва існують пункти контролю якості. Всі заходи сприяють тому, що кінцева продукція не відрізняється від аналогічної продукції інших підприємств. З 1966 підприємство спеціалізувалося на випуску електротехнічної продукції: низьковольтна апаратура й електроустановочні вироби. Споживачами продукції є підприємства машинобудування, ліфтобудування, транспорту, верстатобудування, роздрібна торгівля. Експорт продукції становить 70%. Основна реалізація припадає на країни СНД.